# Любовь не понимает слов
«Любовь не понимает слов» (тур. Aşk Laftan Anlamaz) — турецкий романтический комедийный телесериал производства Tims Productions. Режиссёром сериала выступила Мюге Угурлар, авторами сценария — Макбуле Косиф и Эда Тезджан. Главные роли исполнили Ханде Эрчел и Бурак Дениз. Сериал, состоящий из одного сезона и 31-й серии, транслировался с 15 июня 2016 по 19 февраля 2017 года на телеканале «Show TV».

## Сюжет
Мурат Сарсылмаз (Бурак Дениз), наследник семьи Сарсылмаз, владеющей компанией Sarte, случайно знакомится с Хаят Узун (Ханде Эрчел), которая родом из Гиресуна и живёт в Стамбуле с двумя подругами — Аслы и Ипек (Озджан Текдемир и Мерве Чагыран, соответственно). Вскоре после их встречи, Хаят обманным путём устраивается помощницей Мурата в Sarte, не зная что компания принадлежит ему. Знакомство молодых людей, начавшееся с ссоры, вскоре перерастает в любовь.

## Актёры и персонажи
| Актёр                 | Персонаж               |
| --------------------- | ---------------------- |
| Бурак Дениз           | Мурат Сарсылмаз        |
| Ханде Эрчел           | Хаят Узун / Сарсылмаз  |
| Бюлент Эмрах Парлак   | Джемиль Узун           |
| Огузхан Карби         | Дорук Сарсылмаз        |
| Озджан Текдемир       | Аслы Сойкан            |
| Мерве Чагыран         | Ипек Барбарос / Акар   |
| Сюлейман Фелек        | Керем Акар             |
| Тугче Карабаджак      | Дидем Ташкын           |
| Демет Гюль            | Туваль Яныкоглу        |
| Бетюль Чобаноглу      | Дерья Сарсылмаз        |
| Джем Эмюлер           | Нежат Сарсылмаз        |
| Исмаиль Эге Шашмаз    | Ибрахим Кара           |
| Султан Кёроглу Кылыч  | Эмине Узун             |
| Эврен Дуяль           | Фадиме (Фадик)         |
| Назан Дипер           | Азиме Сарсылмаз / Узун |
| Метин Акпынар         | Хашмет Узун            |
| Биранд Тунджа         | Эмре Азатоглу          |
| Гёзде Коджаоглу Ягмур | Чагла                  |
| Гёкхан Нигдели        | Камуран                |
| Элиф Доган            | Суна Пекташ            |
| Метехан Куру          | Гёкче                  |
| Огуз Окуль            | Кемаль Пекташ          |